# کبوتر سرگنده
کبوتر سرگنده (به انگلیسی: Topknot pigeon) (نام علمی: Lopholaimus antarcticus) یک کبوتر بومی استرالیای شرقی است.
جورج شاو طبیعت‌شناس انگلیسی در سال ۱۷۹۳ کبوتر سرگنده را با نام Columba Antarctica توصیف کرد

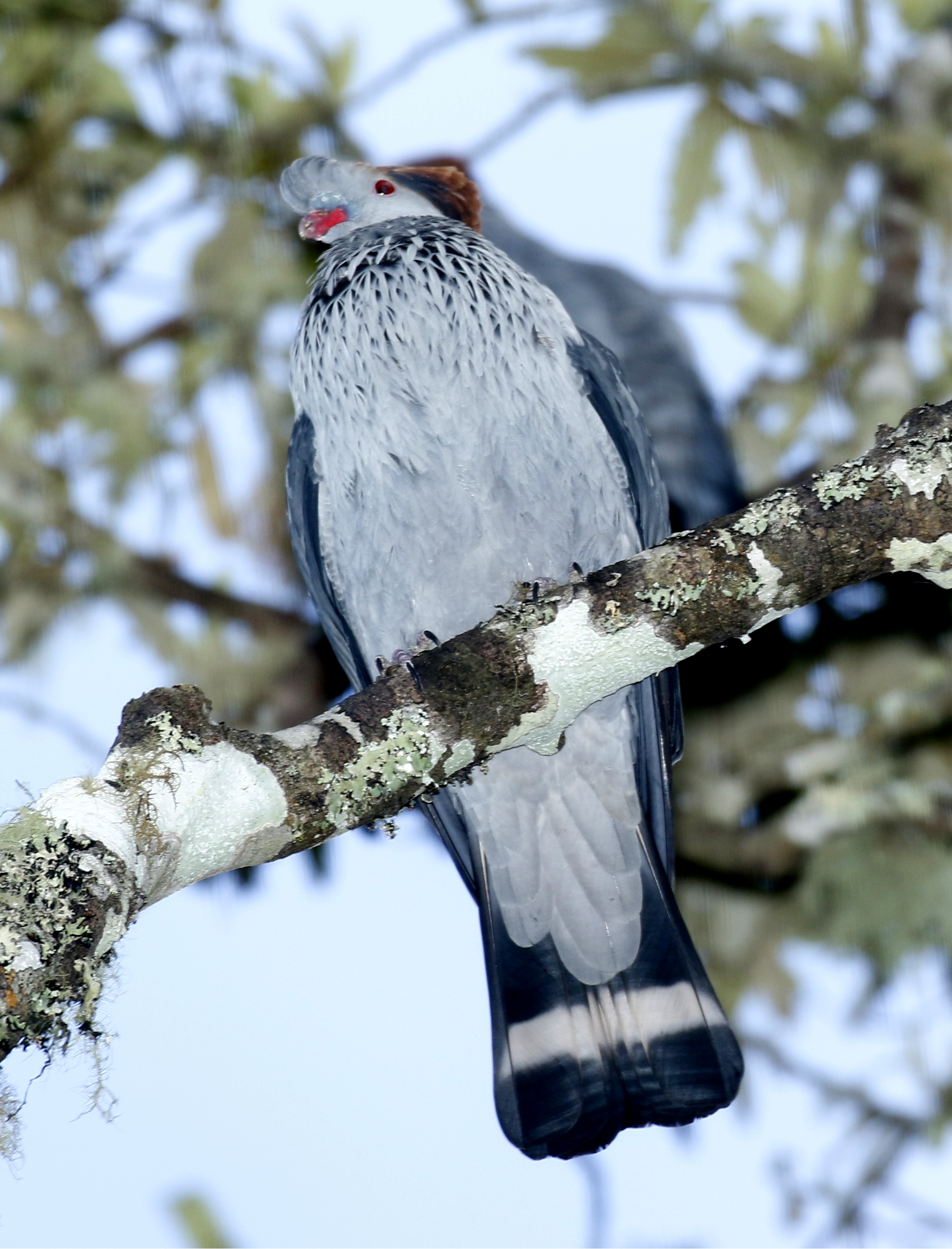
پارک ملی لامینینگتون، استرالیا

## حفاظت
این گونه در گذشته در جنگل‌های بارانی استرالیا به تعداد بسیار زیاد یافت می‌شد، اما به دلیل پاکسازی جنگل و تیراندازی جمعیت آن کاهش یافت. به دلیل نگرانی دربارهٔ کاهش شدید جمعیت، کبوترهای سرگنده اکنون یک گونه حفاظت‌شده در استرالیا هستند. با این حال، شیوع روزافزون یک منبع غذایی جدید در میوه درختان لورل کافور «علف هرز» اخیراً شاهد افزایش دوباره تعداد آنها بوده‌است. از آنجایی که به نظر می‌رسد جمعیت‌ها در نوسان هستند اما بزرگ هستند، اکنون اتحادیه بین‌المللی حفاظت از طبیعت این گونه را به عنوان کمترین نگرانی طبقه‌بندی کرده‌است.